# Thác Đắk Chè
Thác Đắk Chè là thác trên suối Đăk Chè ở vùng đất thôn Măng Khênh xã Đăk Man huyện Đăk Glei tỉnh Kon Tum, Việt Nam .
Thác Đăk Chè nằm ngay sát tuyến đường đường Hồ Chí Minh và có thể ngắm cảnh thác ở ngay trên cầu Đăk Chè bắc qua dòng suối Đăk Chè.
Về phía nam cỡ 3 km theo quốc lộ là đèo Lò Xo , nối hai tỉnh Kon Tum và Quảng Nam. Về phía nam hơn 20 km là thị trấn Đăk Glei.

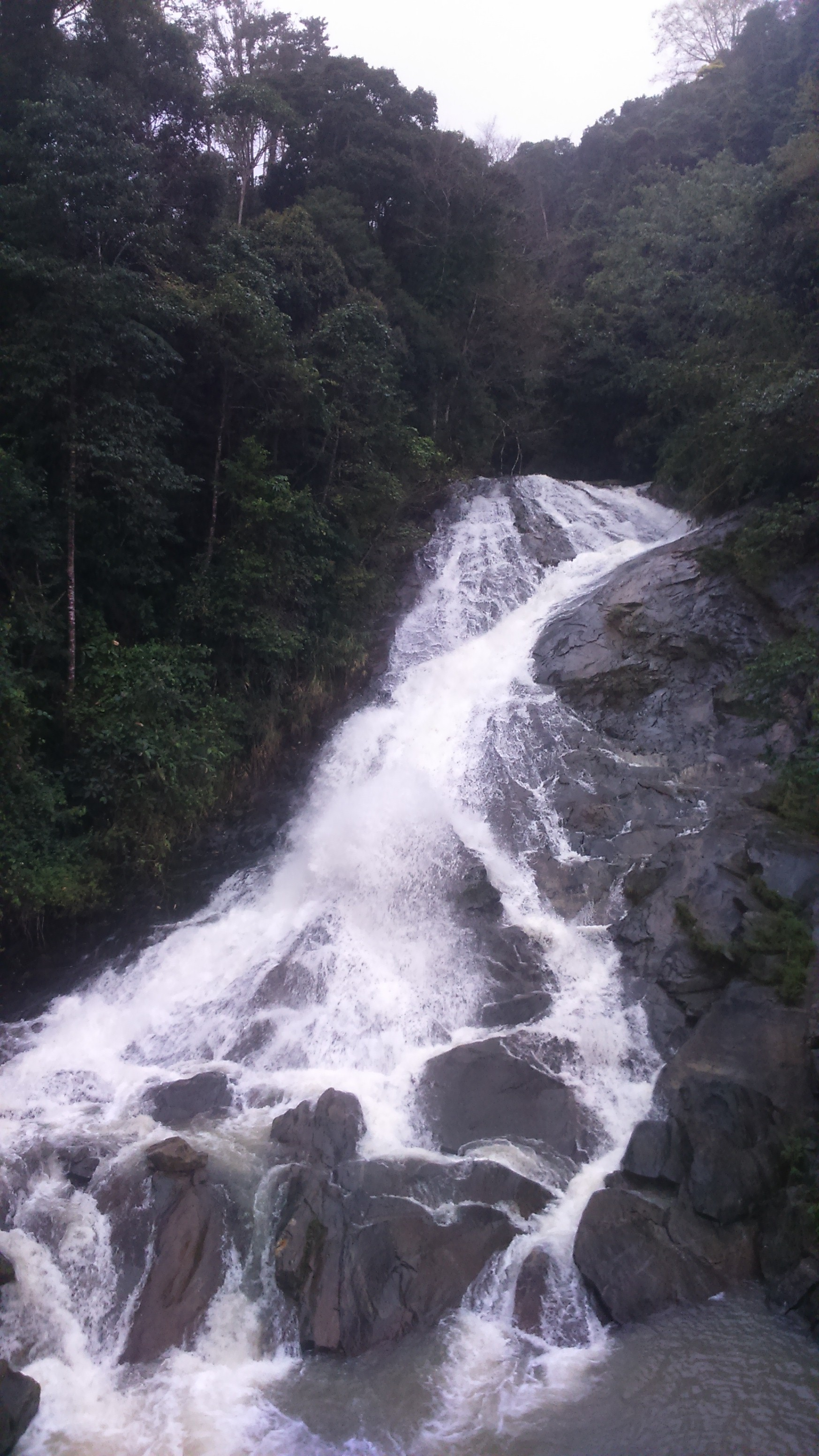
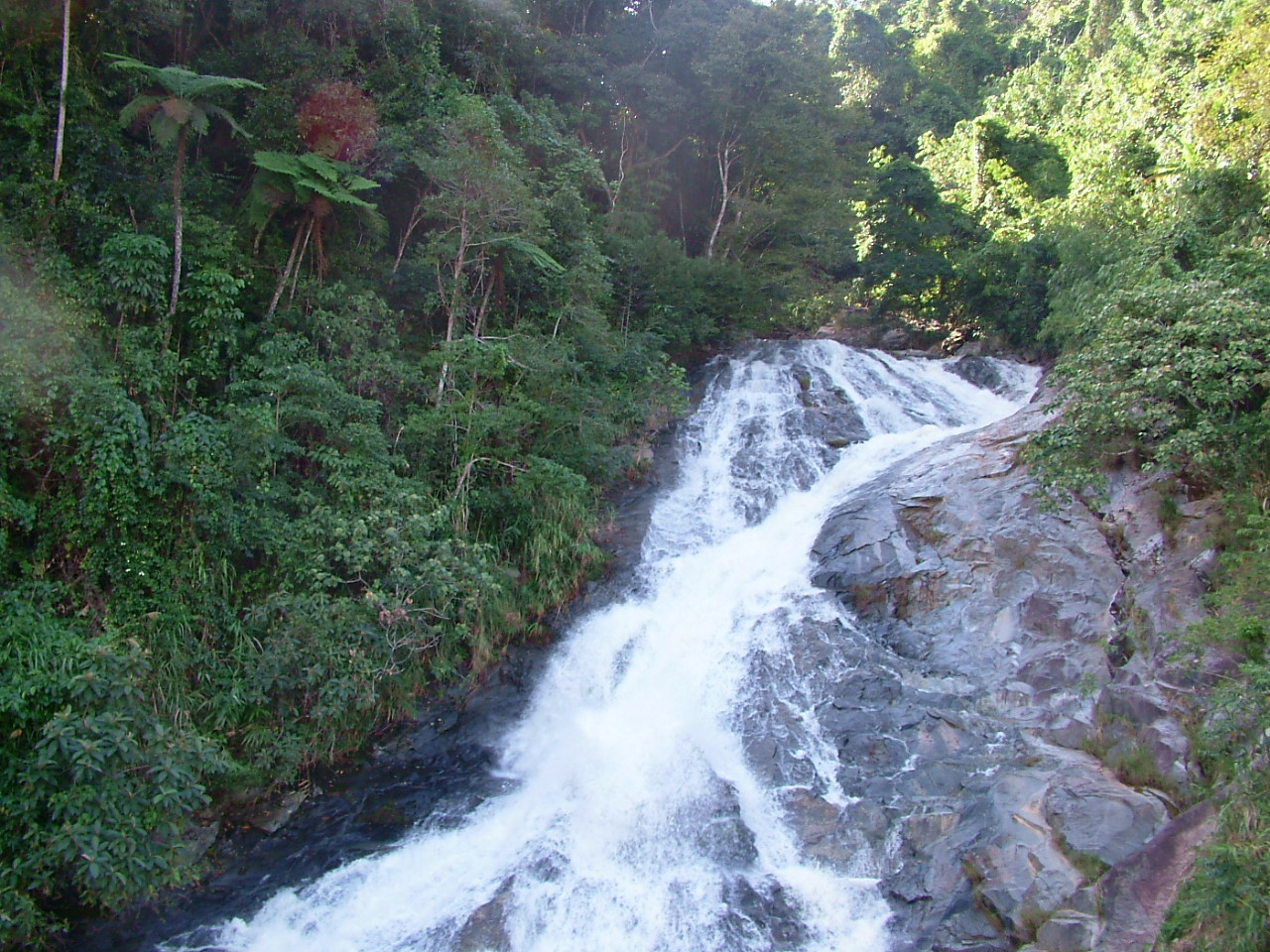
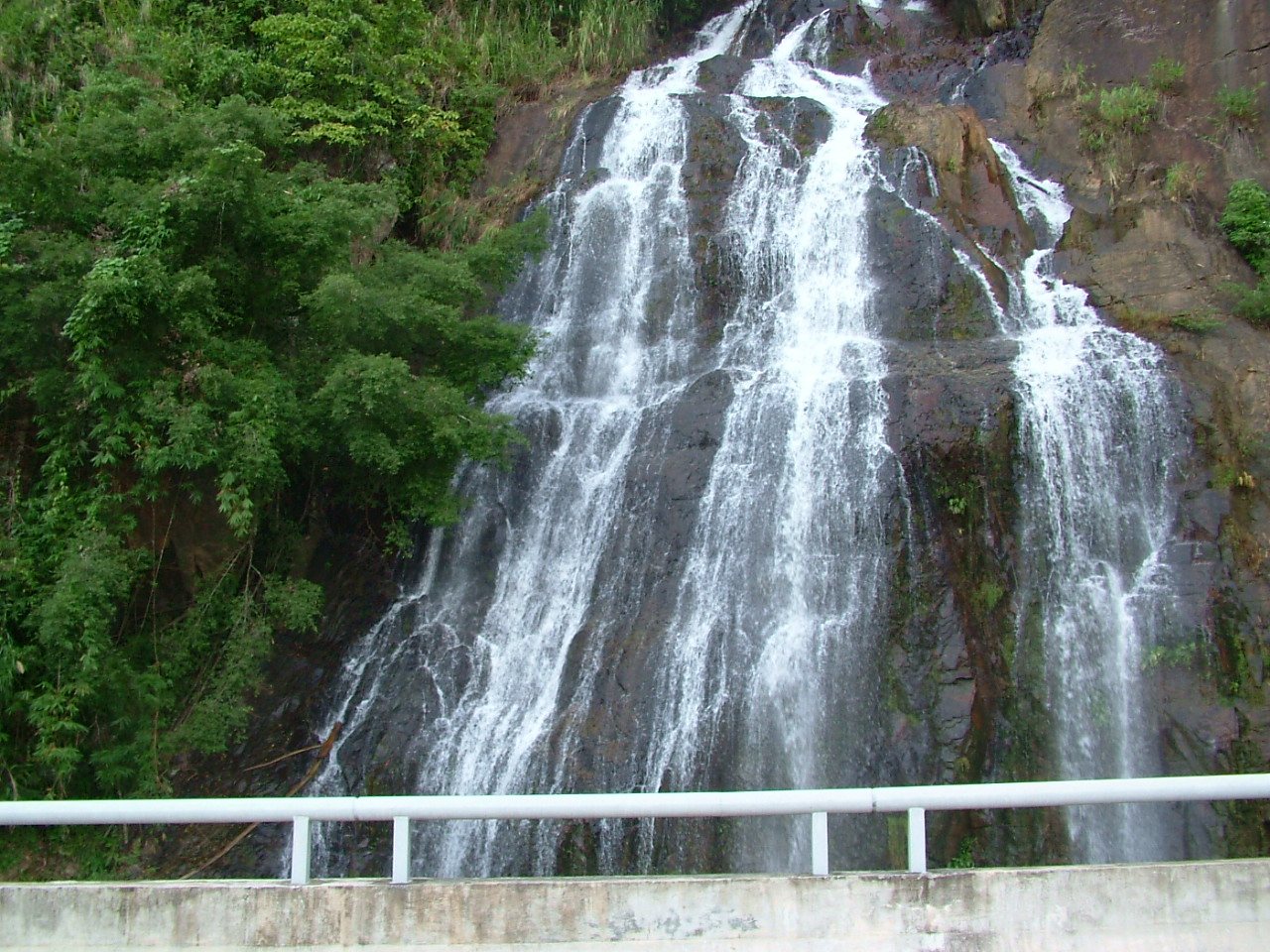

Vùng thác Đăk Chè cũng là một điểm nóng về tàn sát thú rừng hoang dã.